# WTA Tour Championships 2010 - Singolare
Il singolare  del WTA Tour Championships 2010 è stato un torneo di tennis facente parte del WTA Tour 2010.
Serena Williams era la detentrice del titolo, ma non ha partecipato per infortunio.
Kim Clijsters ha battuto in finale Caroline Wozniacki con il punteggio di 6–3, 5–7, 6–3.

## Giocatrici
1. Caroline Wozniacki (finale)
2. Vera Zvonarëva (semifinali)
3. Kim Clijsters (campionessa)
4. Francesca Schiavone (round robin)

1. Samantha Stosur (semifinali)
2. Jelena Janković (round robin)
3. Elena Dement'eva (round robin)
4. Viktoryja Azaranka (round robin)

### Riserve
1. Li Na (Non ha giocato)

1. Shahar Peer (Non ha giocato)

## Tabellone

### Legenda
| - Q = Qualificato - WC = Wild card - LL = Lucky loser | - ALT = Alternate - SE = Special Exempt - PR = Protected Ranking | - w/o = Walkover - r = Ritirato - d = Squalificato |

### Finali
|  | Semifinali | Semifinali         | Semifinali         | Semifinali | Semifinali |  |  | Finale | Finale             | Finale | Finale | Finale |  |
|  |            |                    |                    |            |            |  |  |        |                    |        |        |        |  |
|  | 5          | Samantha Stosur    | Samantha Stosur    | 63         | 1          |  |  |        |                    |        |        |        |  |
|  | 3          | Kim Clijsters      | Kim Clijsters      | 7          | 6          |  |  | 3      | Kim Clijsters      | 6      | 5      | 6      |  |
|  | 2          | Vera Zvonarëva     | Vera Zvonarëva     | 5          | 0          |  |  | 1      | Caroline Wozniacki | 3      | 7      | 3      |  |
|  | 1          | Caroline Wozniacki | Caroline Wozniacki | 7          | 6          |  |  |        |                    |        |        |        |  |

### Gruppo Marrone
|   |                     | Wozniacki     | Schiavone     | Stosur           | Dement'eva       | RR V–P | Set V-P | Game V-P | Classifica |
| 1 | Caroline Wozniacki  |               | 3–6, 6–1, 6–1 | 4–6, 3–6         | 6-1, 6–1         | 2-1    | 4-3     | 34-22    | 2          |
| 4 | Francesca Schiavone | 6–3, 1–6, 1–6 |               | 4–6, 4–6         | 6-4, 6–4         | 1-2    | 3-4     | 28-33    | 3          |
| 5 | Samantha Stosur     | 6-4, 6–3      | 6-4, 6–4      |                  | 6–4, 4–6, 6(4)–7 | 2-1    | 5-2     | 40-29    | 1          |
| 7 | Elena Dement'eva    | 1–6, 1–6      | 4–6, 2–6      | 4–6, 6–4, 7–6(4) |                  | 1-2    | 1-4     | 24-40    | 4          |

La classifica viene stilata in base ai seguenti criteri: 1) Numero di vittorie; 2) Numero di partite giocate; 3) Scontri diretti (in caso di due giocatori pari merito ); 4) Percentuale di set vinti o di games vinti (in caso di tre giocatori pari merito ); 5) Decisione della commissione.

### Gruppo Bianco
|   |                    | Zvonarëva   | Clijsters     | Janković | Azaranka      | RR V-P | Set V-P | Game V-P | Classifica |
| 2 | Vera Zvonarëva     |             | 6-4, 7–5      | 6-3, 6–0 | 7–6(4), 6–4   | 3-0    | 6–0     | 37-22    | 1          |
| 3 | Kim Clijsters      | 4–6, 5–7    |               | 6-2, 6–3 | 6–4, 5–7, 6–1 | 2-1    | 4-3     | 38-30    | 2          |
| 6 | Jelena Janković    | 3–6, 0–6    | 2–6, 3–6      |          | 4–6, 1–6      | 0-3    | 0–6     | 13-36    | 4          |
| 8 | Viktoryja Azaranka | 6(4)–7, 4–6 | 4–6, 7–5, 1–6 | 6-4, 6–1 |               | 1-2    | 3-4     | 34-34    | 3          |

La classifica viene stilata in base ai seguenti criteri: 1) Numero di vittorie; 2) Numero di partite giocate; 3) Scontri diretti (in caso di due giocatori pari merito ); 4) Percentuale di set vinti o di games vinti (in caso di tre giocatori pari merito ); 5) Decisione della commissione.